# Šuruppak
Šuruppak oder Schuruppak (auch Suruppak, Fāra, Fara) ist ein sumerischer Ort, der ab etwa 3400 v. Chr. (Späturuk-Zeit) besiedelt wurde. Er liegt geographisch im Zentrum Südmesopotamiens. Im Gilgamesch-Epos ist es die Stadt der Götter, in der Ziusudra die Sintflut verkündete.

## Archäologie und Geschichte
Der Ort ist hinsichtlich der Tontafelfunde von großer Bedeutung, auch wenn die Identifizierung von Herrschernamen bislang nicht vorgenommen werden konnte. Den Keilschrifttafeln ist zu entnehmen, dass sich bis 2900 v. Chr. ein Städteverbund mit Uruk, Adab, Nippur, Lagaš, Umma und Šuruppak als Kriegskoalition gründete. In diesem Zusammenhang wurde bereits der Ausdruck Ki'engi verwendet, der später als Begriff für Südbabylonien oder Sumer benutzt werden sollte.
Bis zum Jahr 2004 waren etwa 500 von knapp 1.000 Tontafeln veröffentlicht. Die Fundorte lagen weit verstreut. Die Forschung ist sich deshalb nicht einig, ob eine dezentralisierte Wirtschaft vorlag oder aber vom entdeckten Königspalast und dem Stadthaus die ökonomischen Entscheidungen getroffen wurden.

## Wirtschaftstätigkeiten
Aus den vorliegenden Kaufverträgen und den Immobilienurkunden unter den Keilschriftfunden konnte ermittelt werden, dass die Kaufsummen in Kupfer, Silber und Gerste entrichtet wurden. Der verwendete Gerstenumrechnungskurs beweist die Funktion von Grundnahrungsmitteln als Zahlungsobjekt. Bei den Grundstückskaufverträgen traten neben dem Käufer und Verkäufer bis zu 25 andere Personen auf, die am Eigentumsübertrag beteiligt waren. Auffällig ist der Umstand, dass die Verkäufer meist einem Sippenverband angehörten. Erst ab der Akkadzeit tritt nur noch ein einzelner Verkäufer auf.

## Kudurrus
Die Kudurrus stellten als Steindokumente Sammelurkunden mehrerer Transaktionen dar und entsprachen den heutigen Grundbüchern. Es zeigt sich ein Nord-Süd-Gefälle: Der Verkauf von großen Ländereien ist nur aus dem Norden bekannt. Im Süden wurden hingegen nur Kleinstgrundstücke (Gärten) veräußert. Das Eigentum an Grund und Boden war Gemeinschaftseigentum von großen Familien, Clans oder Tempelheiligtümern, die teilweise auch eine Erlaubnis ausgaben, ähnlich der Erbpacht, die Grundstücke zu bebauen.

## Sprache und Götterlisten
Schon sehr früh wird durch die häufige Nennung von semitischen Schreibernamen ein deutlich spürbarer semitisch-frühaltakkadischer Einfluss wahrnehmbar.
Die meisten Götterlisten in den späteren Epochen bauen sich auf der Ahnentafel aus Šuruppak auf, die wiederum auf ältere Vorlagen zurückgreift. Bislang wurden nur Enlil und Anu als oberste Götter identifiziert. Zahlreiche DINGIRNIN-Namen sind zwar bekannt, konnten jedoch nicht zweifelsfrei den Heiligtümern und Gottheiten zugeordnet werden.
Die in dieser Zeit belegte Göttin DINGIRNIN-imma, auch als DINGIRNIN-SIG7, zeigt auffällige Ähnlichkeiten zur späteren DINGIRNIN-imin (Herrin der Siebengottheiten) und DINGIRNIN-nammu (Herrin von allem). Die Lautform Nammu/Namma ist der späteren Schreibung En-mimma entnommen.